# サンドリーゴ
サンドリーゴ（伊: Sandrigo）は、イタリア共和国ヴェネト州ヴィチェンツァ県にある、人口約8,200人の基礎自治体（コムーネ）。

## 地理

### 位置・広がり

#### 隣接コムーネ
隣接するコムーネは以下の通り。
- ボルツァーノ・ヴィチェンティーノ
- ブレガンツェ
- ブレッサンヴィード
- ドゥエヴィッレ
- モンテッキオ・プレカルチーノ
- モンティチェッロ・コンテ・オット
- ポッツォレオーネ
- スキアヴォーン

### 気候分類・地震分類
気候分類では、zona E, 2343 GGに分類される。
また、イタリアの地震リスク階級 (it) では、zona 2 (sismicità media) に分類される。

## 姉妹都市
- Røst、ノルウェー

## 出身著名人
- フィリッポ・ポッツァート （自転車ロードレース選手）